# Голубянка алькон
Голубянка алькон (лат. Phengaris alcon) — дневная бабочка семейства голубянок, один из мирмекофильных видов.

## Описание
Длина переднего крыла — 18-21 мм. Особенности окраски — крылья самца сверху фиолетово-синие без тёмных пятен, самки — буро-коричневые без тёмных пятен.

## Ареал
Центральная и Восточная Европа от Франции до Забайкалья.
В Байкальском регионе подвид — Phengaris alcon jenissejensis (Sheljuzhko, 1928).

## Местообитания
Луговые биотопы, опушки лесов.

## Время лёта
Середина июня — начало августа.

## Размножение
Кормовые растения гусениц: бобовые (Lotus, Melilotus), горечавковые (Gentiana).
Самки откладывают яйца на цветы кормовых растений. Гусеницы живут внутри цветка две-три недели, прогрызают отверстие и выбираются наружу, после чего спускаются на землю на шёлковой нити. Оказавшись на земле, они ждут, пока их найдут рабочие особи муравьёв из рода Myrmica и отнесут к себе в муравейник. В гнезде муравьёв гусеницы поедают личинок и куколок муравьёв, оставаясь зимовать. В июне гусеницы окукливаются, оставаясь внутри муравейника. Через месяц из куколки выходит бабочка, которая выбирается из гнезда. Приурочена к луговым муравейникам. Большинство видов голубянок развиваются в гнёздах лишь одного вида муравьёв, но гусеницы голубянки алькон обитают в гнёздах муравьёв различных видов, на разных участках своего ареала.